# Plethodesmus biseriatus
Plethodesmus biseriatus är en mångfotingart som beskrevs av Carl 1926. Plethodesmus biseriatus ingår i släktet Plethodesmus och familjen fingerdubbelfotingar. Inga underarter finns listade i Catalogue of Life.